# ويل ديفيس
ويل ديفيس (6 مارس 1996 في المملكة المتحدة - ) (بالإنجليزية: Will Davis)‏ هو لاعب كريكت بريطاني. لعب مع نادي مقاطعة ديربيشاير للكريكت ‏.

## وصلات خارجية
- ويل ديفيس على موقع إي آس بي آن كريك إنفو (الإنجليزية)